# Den politiske krise i Belgien 2007-11
Den politiske krise i Belgien 2007-11 er en periode i belgisk politik, hvor der anspændte regionale relationer samt politisk ustabilitet i Belgien. Konflikten havde rod i forskellige opfattelser af de belgiske statsreformer, og om den omstridte valgkreds, Bruxelles-Halle-Vilvoorde (BHV) fortsat skulle eksistere. Den hollandsktalende del Flandern gik stærkt ind for en decentralisering af Belgien, så de føderale regioner fik flere beføjelser. Desuden krævede de, at den forfatningsstridige valgkreds BHV, skulle splittes op. Det fransktalende samfund i Belgien gik ind for status quo. Efter parlamentsvalget i 2010 blev emner, som offentlig gæld, underskud og nedskæringer samt socio-økonomiske reformer ledet af de flamske partier, mens de fransktalende ville løse dette ved en betydelig skattestigning. Konflikten endte i december 2011, efter Elio Di Rupo dannede en ny føderal regering, der blev enig om at splitte BHV-kredsen og på politik, der sigter på at tackle den økonomiske afmatning.
Krisen brød ud i sommeren 2007 efter en valgsejr til de flamske kristendemokrater og Ny Flamsk Alliance, der arbejdede for en vidtrækkende reform af staten samt opdeling af BHV-kredsen. Efter 194 dage med hårde forhandlinger, lykkedes det parterne at danne en ny regering. I december 2008 kom sagen om banken Fortis, der blev tvangsopkøbt i denne periode. Landet blev på ny destabiliseret. Det førte til, at Yves Leterme trak sig som premierminister. Den 30. december 2008 dannede Herman Van Rompuy en ny regering, der skabte en kort periode med politisk stabilitet. Van Rompuy forlod den 25. november 2009 sin post til fordel for formandskabet ved Det Europæiske Råd, og han fulgtes af Yves Laterme, som dannede sin anden regering. Latermes anden regering faldt i april 2010 som følge af, at der var sket for få fremskridt i løsningen af BHV problemet.
Der blev nyt valg i juni 2010, hvor det separatistiske og konservative politiske parti Ny Flamsk Alliance vandt en jordskredssejr i Flandern, mens de føderalistiske socialdemokrater vandt valget i den fransktalende del af Belgien. På grund af store forskelle mellem de to vindende partier gik der 541 dage med offentlige forhandlinger om en fælles politik, der bl.a. omhandlede økonomiske reformer. Regeringsdannelsen brød verdensrekorden fra parlamentsvalget i Irak i 2010, hvor der gik 249 dage. Den 13. september 2011 blev det rapporteret, at Leterme havde søgt om et job som vicegeneralsekretær i OECD fra 2012, selvom det på daværende tidspunkt ansås usandsynligt, at han kunne forlade posten som leder af det forretningsministerium inden udgangen af året. Imidlertid kunne Elio Di Rupo danne en ny regering den 6. december 2011.

## Parlamentsvalget i 2007 og følgevirkningerne

### Parlamentsvalget
Uddybende artikel: Parlamentsvalget i Belgien 2007.
De flamske partier, bestående af alliancen mellem Kristendemokraterne (CD&V) og Ny Flamsk Alliance (N-VA), gik frem fra valget i 2003. Alliancen blev ledet af Yves Leterme (CD&V) og blev efter valget det største politiske parti i Belgien, hvorfor koalitionen måtte i gang med forhandlingerne om en ny regering. Alliancen arbejdede kraftigt hen imod en vidtrækkende reform af den belgiske stat.
I den fransktalende del af Belgien, Vallonien, formåede den liberale reformbevægelse at besejre det længe dominerende socialistiske parti (PS), selv om PS forblev stærk efter valget.

### Forhandling om regeringsdannelse
Uddybende artikel: Regeringsdannelsen i Belgien 2007-08.
Efter valget blev der forslået en regering mellem det kristendemokratiske parti og de liberale fra Vallonien. På grund af forskellige synspunkter på spørgsmålet om, hvor vidtrækkende den forstående reform af staten skulle være, tog det parterne 196 dage at danne en midlertidig regering, hvilket indtil regeringsdannelsen i 2010 var en rekord i Belgien.

### Verhofstadt III
Uddybende artikel: Regeringen Verhofstadt III.
Den 17. december 2007 dannede Belgiens premierminister Guy Verhofstadt en midlertidig regering, efter han var blevet bedt om det af Kong Albert 2. Den varede indtil den 23. marts 2008, hvor Yves Leterne dannede regering. Den politiske ustabilitet blev forstærket, da Leterne blev indlagt på hospitalet i februar 2008. Han forblev indlagt i en kort periode, men det hurtigt klart, at hans helbred ikke ville forhindre ham i at indtage posten som premierminister.
Der blev en aftale af 25. februar 2008, der flyttede visse beføjelser inden for industri- og boligpolitik til de føderale regeringer. Tiltagene skulle medvirke til at styrke samarbejdet på tværs af de føderale regioner. Inden sommeren 2008 ville yderligere en reform om decentralisering blive præsenteret.

### Leterme I
Uddybende artikel: Regeringen Leterme I.
Den 18. marts 2008 underskrev Yves Leterme en officiel koalitionsaftale, som medførte at Leterne blev taget i ed som premierminister den 20. marts 2008. Efter flere dages forhandlinger om et reform af landets forfatning samt en opløsning af valgkredsen BHV, brød de sammen natten til den 15. juli 2008. Kong Albert 2. modtog den 15. juli 2008 et tilbud om, at Leterme ville lade sin regering træde tilbage. Kongen valgte efter flere høringer, at afvise Letermes tilbud den 17. juli 2008. Det belgiske kongehus meldte ud, at de havde været i kontakt med to højtstående politikere fra det fransktalende samfund, viceminister François-Xavier de Donnea (MR) og Raymond Langendries (CDH), samt ministerpræsident for den tysktalende del af Belgien, Karl-Heinz Lambertz (SP), for at fastslå, om de var interesseret i at starte forhandlinger om institutionelle reformer. De meldte tilbage til kongen den 19. september 2008, hvor det meddelte at ingen af samfundene havde til sinde, at de ville bakke ud af forhandlingerne. Et par timer efter offentliggørelsen kom den kontroversielle politiker fra den flamske region, Didier Reynders, med nogle udtalelser, der skabte krise i den flamske regering. Den 21. september 2008 trak N-VA sin parlamentariske støtte til den føderale regering med den begrundelse, at de 15 måneder lange forhandlinger endnu ikke havde ført til nogen reform af staten. Det kastede landet ud i endnu et politisk krise. Efter pres fra flere andre partier, måtte den eneste N-VA minister i den flamske regering, Geert Bourgeois, træde tilbage fra sin post.
Den 19. december 2008 indgav Leterme endnu en gang sin opsigelse til kongen, som denne gang accepterede den 22. december. Det skete efter, at regeringen var blevet afsløret i, at have forsøgt at gribe ind i sagen om storbanken Fortis.

### Nye forhandlinger om regeringsdannelse
Efter Leterme og hans regering trak sig tilbage, forhørte kongen sig hos forskellige partiledere, om de ville danne en regering. Han udnævnte Wilfried Martens, tidligere viceminister og formand for det Europæiske Folkeparti, til at lede forhandlingerne med de politiske partier, som kunne bane vejen for en midlertidig regering. Regeringen skulle fungere som en konsensusregering, der skulle køre til det regionale valg i juni 2009, eller, hvis det er muligt til det næste føderale valg i 2011. Den 28. december udnævnte kongen Herman Van Rompuy til at danne en regering, som ville omfatte de allerede regerende partier. Van Rompuy og hans regering blev taget i ed 30. december 2008.

### Leterme II
Uddybende artikel: Regeringen Leterme II.
Den 24. april 2010 faldt Yver Letermes anden regering (der var blevet dannet efter Van Rompuy havde trukket sig som premierminister til fordel for et job som formand for Det Europæiske Råd), efter endnu flere problemer omkring valgkredsen Bruxelles-Halle-Vilvoorde.

## Parlamentsvalget i 2010 og følgevirkningerne

### Parlamentsvalget
Der blev den 13. juni 2010 afholdt et valg til det føderale parlament før tid, hvilket resulterede i, at Ny Flamsk Alliance (N-VA) fik en jordskredssejr i flamsktalende dele af Belgien, mens det socialistiske parti (PS) vandt i den fransktalende del, selv om de dog gik tilbage i forhold til tidligere valg. N-VA tog 27 pladser og PS tog 26 pladser ud af de sammenlagt 221 pladser. Resten blev fordelt mellem ti andre partier. Indtil 541 dage efter valget, kunne parterne ikke opnå enighed om at danne en regering, hvorfor landet blev styret af en midlertidig regering. Den 6. december 2011 blev Elio Di Rupo taget i ed som premierminister.

### Forhandlinger om regeringsdannelse
Uddybende artikel: Regeringsdannelsen i Belgien 2010-11.
De forskellige politiske partier havde ikke formået at danne en ny regering i 541 dage, som brød rekorden fra 2007 som den længste periode uden regering i Belgien. (16) I denne periode forsøgte adskillige personer at danne en regering, som først lykkedes med Elio Di Rupo i december 2011. Herunder er en liste i kronologisk rækkefølge - alle blev udnævnt af kongen:
- Bart De Wever (leder af N-VA), som informateur: 17. juni 2010 - 8 juli 2010
- Elio Di Rupo (leder af PS), som præ-formateur: 9. juli 2010 - 3 September 2010
- Danny Pieters (formand for senatet, N-VA) og André Flahaut (formand for Repræsentanternes Hus, PS) som mæglere: 4. september 2010 - 5. oktober 2010.
- Bart De Wever som clarificator: 8. oktober 2010 - 18. oktober 2010
- Johan Vande Lanotte (tidl. leder af SP.A) som mægler: 21. oktober 2010 - 26. januar 2011.
- Didier Reynders (finansminister, leder af MR), som informateur: 2. februar 2011 -1. marts 2011.
- Wouter Beke (leder af CD&V), som forhandlingsleder: 2. marts 2011 - 12. maj 2011.
- Elio Di Rupo, som formateur: 16. januar 2011 - 5. december 2011.
- Elio Di Rupo som premierminister: siden 6. december 2011.

## Eventuel separation af Belgien
Tekst mangler, hjælp os med at skrive teksten